# انفصال تجريبي
الانفصال التجريبي هو انفصال غير رسمي بين الزوجين. وعلى عكس الانفصال القانوني، يعد هذا ترتيبًا شخصيًا محضًا ولا يتطلب إجراءات قانونية. ويمكن للزوجين اختيار السير لاحقًا في إجراءات الطلاق أو بإمكانهما اختيار البقاء متزوجين، يتيح الانفصال التجريبي للزوج الذي يريد الطلاق خوض بعض مشاعر الانفصال دون اتخاذ قرار نهائي بالطلاق. والميزة الرئيسية للانفصال التجريبي، بالطبع، هي أنه يمكن الرجوع فيه بسهولة. ويمكن تجربته لفترة من الوقت وإجراء المشورة ثم بعد ذلك إما المصالحة أو الشروع في إجراءات الطلاق.